# James A. Haley

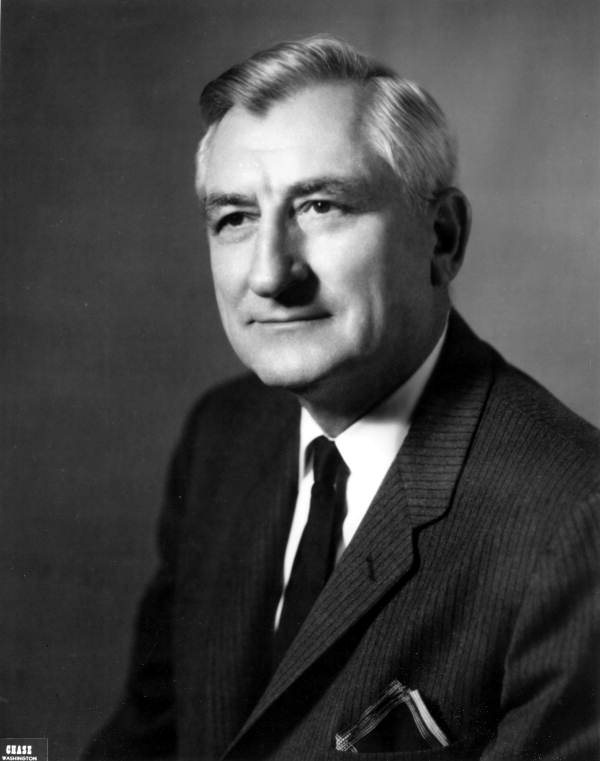
James A. Haley (1964)

James Andrew Haley (* 4. Januar 1899 in Jacksonville, Alabama; † 6. August 1981 in Sarasota, Florida) war ein US-amerikanischer Politiker. Er vertrat den Bundesstaat Florida im US-Repräsentantenhaus.

## Werdegang
James Haley wurde in Jacksonville geboren, wo er die öffentliche Schule besuchte. Danach studierte er an der University of Alabama in Tuscaloosa und musste sein Studium wegen des Ersten Weltkrieges unterbrechen. Er verpflichtete sich im August 1917 in der Truppe A, zweite Kavallerie. Danach leistete er seinen Dienst in Übersee ab.
Nach dem Krieg war er von 1920 bis 1933 in Sarasota als Rechnungsprüfer beschäftigt. Anschließend arbeitete er von 1933 bis 1943 als Geschäftsführer der John-Ringling-Besitztümer. Danach wurde er der erste Vizepräsident von Ringling Circus und später Präsident und Direktor der Ringling Brothers, Barnum & Amp. Diese Posten bekleidete er zwischen 1943 und 1945. Danach arbeitete er von 1946 bis 1948 für den Bailey Circus in Sarasota. Ferner gab er eine Zeitung heraus und war später im allgemeinen Druckgeschäft tätig.
In den Jahren zwischen 1935 und 1952 war er Vorsitzender der Demokraten im Sarasota County. Er saß von 1949 bis 1952 als Abgeordneter im Repräsentantenhaus von Florida und war von 1952 bis 1960 Delegierter zu allen Democratic National Conventions. Haley wurde als Demokrat in den 83. und die elf nachfolgenden Kongresse gewählt. Seine Amtszeit währte vom 3. Januar 1953 bis zum 3. Januar 1977. In dieser Zeit war er Vorsitzender des Committee on Interior and Insular Affairs (93. und 94. Kongress). Er war auch 1956 an der Verfassung des Southern Manifesto beteiligt, das sich gegen die Rassenintegration an den öffentlichen Einrichtungen aussprach. Haley kandidierte 1976 nicht erneut für den 95. Kongress.
Haley war seit 1942 mit Aubrey Barlow Ringling (geb. Black) verheiratet, der Witwe von Richard Ringling, dem Sohn eines der Gründer des Ringling Circus. 
James Haley verstarb am 6. August 1981 in Sarasota. Er wurde in Boca Raton beigesetzt.